# Рено д’Эрбо
Рено д’Эрбо (Рагенольд; фр. Renaud, Rainaldus, Ragenold, лат. Reginardus; погиб 24 мая 843) — граф д’Эрбо приблизительно с 835 года, граф де Пуатье в 839—840 годах, граф Нанта с 841 года. Аквитанский дворянин, возможно, сын Эрве, вероятного брата графа Мэна Роргона I.

## Биография

### Правление
Рено впервые упоминается в июле 835 года как граф д’Эрбо (фр. Herbauges), когда он участвует в битве против норманнов при Нуармутье. В его владения входили несколько земель на юге от Луары — Арбалликю (фр. Arballicus), Металликю (фр. Metallicus), Теофаликю (фр. Teofalicus), выделенных из графства Пуатье, а также Тиффоже (фр. Tiffauges) и Може (фр. Mauges).
В 839 году император Людовик I Благочестивый назначил Рено графом Пуатье вместо смещенного графа Эменона. Однако уже в следующем году Людовик умер, а его сын Карл II Лысый назначил графом Пуатье брата Эменона Бернара II.
В 841 году после смерти графа Рихвина (фр. Ricuin) Карл II Лысый назначил Рено графом Нанта в ущерб графу Ламберту II, считавшему себя законным наследником отца, Ламберта I. В результате Ламберт, бывший до этого соратником Карла, порвал с ним отношения и примкнул к графу Ванна Номиноэ.
Пользуясь болезнью Номиноэ, Рено попытался расширить свои владения в Бретани. В 843 году он одержал победу над бретонцами в сражении при Месаке, но 24 мая погиб в битве при Блене. Оставшийся без правителя Нант 24 июня был захвачен войском викингов под командованием Гастинга. Нант при этом перешёл к Ламберту, а Эрбо досталось сыну Рено Эрве.

### Дети
- Эрве (ум. в 844), граф д’Эрбо с 843.[1]
- (?) Рагенольд (ум. в 885), граф д’Эрбо с 852 года, граф Мэна с 878 года, маркиз Нейстрии с 878 года[2]